# 가이우스 율리우스 콰드라투스 바수스
가이우스 율리우스 콰드라투스 바수스 (Gaius Julius Quadratus Bassus, 70년 – 117년)는 로마의 원로원 의원이자 장군이다. 그는 로마 최고 공직들을 역임했던 속주의 귀족 출신에서 태어났다. 그는 군단장 및 유대, 카파도키아, 갈라티아, 시리아, 다키아 등의 속주 등의 직위를 수행했다. 그는 트라야누스 시기의 다키아 및 파르티아 원정에서 활동했던 것으로 알려져 있다. 바수스는 서기 105년 5월부터 8월까지 눈디니움 기간 그나이우스 아프리아누스 덱스테르를 공동재임자로 두었던 보좌집접관이었다.

## 가정
가이우스 율리우스 콰드라투스 바수스는 페르가몬에서 아탈로스 왕조 및 갈라티아 대족장들과 관련된 가문 출신으로 태어났다. 그의 아버지는 가이우스 율리우스 바수스로, 100년에서 101년까지 비티니아의 프로콘술이었다. 콰드라투스 바수스는 최소한 아들 한 명인 가이우스 율리우스 바수스를 둔 것으로 알려졌는데, 그는 139년의 보좌집정관이었다.

## 생애

바수스 사망 당시 로마 제국

바수스의 경력은 대략 87년에서 89년에 게미나 제13군단의 트리부누스 밀리툼으로 시작했다. 이 이후에 비긴티비리를 구성하는 행정관 중 하나이자, 로마 원로원에 들어가는 예비적 및 요구되는 기본적 디딤 단계인 모네탈리스가 되었다. 이는 흔치 않은 경우였는데 보통 비긴티비리 신분은 군단의 트리부누스 밀리툼을 수행하기 이전에 맡는 것이었기 때문이다. Dabrowa는 이 역순서가 원로원에 진출할 의도가 있던 기사 계급 출신자들에겐 흔한 경우라 언급했다. 어찌됐든 바수스는 트레스비리 모네탈리스 중 한 명이 되었으며, 이 행정관 직위는 파트리키 계급들이나 황제의 총애를 받는 자들에게만 할당되는 자리였다. Dabrowa는 바수스가 이 모두가 탐내는 보직을 삼선 집정관이자 '높은 정치적 사회적 인물'이었던 그의 친척 가이우스 안티우스 아울루스 율리우스 콰드라투스의 개입을 통해 얻었을 것이라 주장한다.
비긴티비리를 마친 후, 바수스는 92년쯤에 크레타 키레나이카 속주를 담당하는, 공공 재원을 관리하는 재무관을 맡았다. 이 지위로 그는 원로원으로 들어갈 수 있는 공식적인 인증을 얻었다. 그는 그 다음에 전통적인 로마의 행정관직인 조영관을 수행했고, 이후 98년경에 법무관으로 선출되었다. 이 마지막 행정관직은 바수스가 속주를 관리하거나 혹은 군단장인 레가투스 레기오니스로 복무할 자격을 주었다. 바수스는 군 경력을 택했다.
그는 99년부터 101년까지 생애 첫 군단장 직위인 클라우디아 제11군단의 레가투스를 맡았다. 그 후에는 101년과 102년 동안에 다키아 전쟁을 위해 스키티카 제4군단과 풀미나타 제12군단 등을 포함한 여러 군단에서 차출한 벡실라티온의 지휘권자를 수행했다. 바수스는 102/103년부터 104/105년까지 유대 총독직이 겸해졌던, 프레텐시스 제10군단의 지휘관을 수행했다. 105년 여름 기간에 그는 집정관으로 넉 달을 보냈다. 집정관이 되는 것은 로마 사회의 가장 높은 영예라고 여겨졌고 로마 황제는 집정관 후보들을 택하는 데 신중을 기울였을 것이다. 집정관 수행 이후, 바수스는 로마 국교의 최고 지위 성직자들인 국가 사제단에 들어가는 것이 허용되었는데, 기사 계급 출신자로서 대단한 사회적 업적이었다. 이후에 114년과 115년 각각 카파도키아, 갈라티아 총독직을 수행했고, 그 이후엔 시리아 총독도 맡았다. 이 기긴에 그는 갈리카 제3군단 및 게미나 제13군단 등 파르티아 전쟁에 참전했던 다수의 군단들에서 차출된 병사들로 된 벡실라티오의 지휘관였다.
바수스는 117년의 다키아 반란 중에 사망했을 때, 다키아 속주의 레가투스 아우구스티 프로 프라이토레, 즉 황제의 총독을 맡고 있었다.